# Rosa van Doorn
Rosa van Doorn (Medemblik, 25 april 2001) is een Nederlands mountainbikester. Ze legt zich voornamelijk toe op de marathon dicipline. Ze werkt samen met trainster Reza Ravenstijn.

## Biografie
van Doorn begon in 2020 met competitief mountainbiken op internationaal niveau. In 2022 nam ze voor het eerst deel aan manches in de wereldbeker cross-country. Dit in de beloften categorie. In 2023, als laatstejaars belofte, won ze twee manches van de 3 Nations Cup. van Doorn verscheen dat seizoen ook voor het eerst aan de start van zowel het EK als het WK. Daarin eindigde ze respectievelijk als 17e en 27e, bij de U23. Ze won dat jaar ook nog de Nederlandse beloftentitel. 
Vanaf de wielerjaargang 2024 komt Rosa van Doorn uit voor de Spaanse ploeg: Buff Megamo. Sindsdien legt ze zich voornamelijk toe op het marathon mountainbiken (XCM). Zowel individueel als in duo met haar Zwitserse ploegmaat Janina Wust, kende ze een sterk seizoen. In augustus werd van Doorn Europees kampioen XCM.

## Palmares

### Rittenkoersen
2024 - 25 zeges
2e, 3e en 4e etappe La leyenda de Tartessos
1e etappe Mediterranean Epic
Eindklassement Mediterranean Epic
2e, 3e, 4e en 6e etappe Andalucía Bike Race
Eindklassement Andalucía Bike Race
proloog 1e, 2e, 3e en 4e etappe 4 Islands MTB
Eindklassement 4 Islands MTB
1e, 2e en 4e etappe Transgrancanaria
Eindklassement Transgrancanaria
1e, 2e, 3e en 4e etappe Colina Triste
Eindklassement Colina Triste
2025 - 9 zeges
1e, 2e, 3e en 4e etappe Mediterranean Epic
Eindklassement Mediterranean Epic
2e, 3e en 4e etappe Andorra Epic
Eindklassement Andorra Epic

### Marathon
| 2021   |                                        | NVT | NVT | Zilver |         | 0 |  |  |
| 2022   |                                        | 20e | NVT | DNS    |         | 0 |  |  |
| 2023   |                                        | NVT | NVT | Zilver |         | 0 |  |  |
| 2024   |                                        | 10e | ↑   | Goud   | Laissac | 3 |  |  |
| 2025   | Elba, Sant Julià de Lòria, Kirchzarten | -   | DNF | -      | Andenne | 4 |  |  |
|        |                                        |     |     |        |         |   |  |  |
| Totaal | 3                                      | 0   | 1   | 1      | 2       | 7 |  |  |

### Cross-country
| Seizoen | Wereldbeker | OS  | WK  | EK  | NK  | Overige         | Totaal aantal zeges |  |
| ------- | ----------- | --- | --- | --- | --- | --------------- | ------------------- |  |
| 2022    |             | NVT | NVT | NVT | NVT | Solingen        | 1                   |  |
| 2023    |             | NVT | NVT | NVT | 6e  | Oldenzaal, Genk | 2                   |  |
|         |             |     |     |     |     |                 |                     |  |
| Totaal  | 0           | 0   | 0   | 0   | 0   | 3               | 3                   |  |

### Jeugd
Nederlands kampioen mountainbike, Cross-country: 2023 (beloften)

## Trivia
van Doorn behaalde in 2023 een bachelor diploma sportkunde aan de HAN University of Applied Sciences. 